# Lankasoma anderssoni
Lankasoma anderssoni är en mångfotingart som beskrevs av Jean-Paul Mauriès 1981. Lankasoma anderssoni ingår i släktet Lankasoma och familjen Lankasomatidae. Inga underarter finns listade i Catalogue of Life.